# Aire sauvage White Lake
L'aire sauvage White Lake (anglais : White Lake Wilderness Area) est une réserve naturelle de la Nouvelle-Écosse située à Halifax,  Elle est parcourue par de nombreux sentiers gérés par la Musquodoboit Trailways Associtation.